# العمر فردی
العمر فردی (انگلیسی: El Omar Fardi؛ زادهٔ ۲۲ آوریل ۲۰۰۲) بازیکن فوتبال اهل اتحاد قمر است.
وی همچنین در تیم ملی فوتبال اتحاد قمر بازی کرده‌است.